# Capture de l'USS Retaliation par le Volontaire et l'Insurgente
Quasi-guerre
Batailles
- Combat de l'USS Delaware et du Croyable
- Capture de l'USS Retaliation par le Volontaire et l’Insurgente
- Combat de l'USS Constellation et de l’Insurgente
- Combat naval du 1er janvier 1800
- Combat de l'USS Constellation et de la Vengeance
- Puerto Plata Harbor (en)
- Combat de l'USS Boston et du Berceau
- Combat de l'USS Enterprise et du Flambeau
- Invasion de Curaçao (en)

Le 20 novembre 1798, pendant la Quasi-guerre qui oppose la France aux États-Unis, la marine française remporte son seul succès du conflit contre un bâtiment de guerre américain en capturant au large de la Guadeloupe la goélette USS Retaliation.

## La capture
En novembre 1798, une petite escadre américaine composée du sloop USS Montezuma, du brick USS Norfolk et de la goélette USS Retaliation croise au large des Antilles pour protéger les navires de commerce des attaques des corsaires français. L’USS Retaliation est l'ancien Croyable français, capturé le 7 juillet précédent par l’USS Delaware.  Le 20 novembre, des voiles sont aperçues à l'horizon. Les Américains sont persuadés qu'il s'agit de bâtiments britanniques et ils n'infléchissent pas leur route puisque les États-Unis et la Grande-Bretagne sont alors en paix. Mais les voiles inconnues sont en réalité celles de deux puissantes frégates françaises: l’Insurgente et le Volontaire (en), bien mieux armées et plus rapides que les bâtiments américains.
Revenus de leur méprise, les trois navires américains cherchent le salut dans la fuite, mais pour l’USS Retaliation, il est trop tard, l'ennemi est sur lui. L’Insurgente ouvre le feu sur la goélette et lui intime de se rendre ; celle-ci n'ayant que douze canons à opposer à plus de quarante amène son pavillon.
Son équipage, prisonnier de guerre, est transféré à bord du Volontaire, tandis que l’Insurgente, un magnifique navire extrêmement véloce, s'élance à la poursuite des fuyards. Le lieutenant William Bainbridge, malheureux commandant de l’USS Retaliation, offre son épée au capitaine Saint-Laurent, commandant du Volontaire, mais celui-ci la refuse avec élégance, soulignant que devant la disproportion des forces, Bainbridge ne pouvait pas livrer bataille. L'officier américain laissé libre de ses mouvements assiste du pont du Volontaire à la suite de l'engagement et constate avec inquiétude que l’Insurgente ne cesse de gagner du terrain sur ses adversaires. C'est alors que le capitaine Saint-Laurent a la malencontreuse idée de l'interroger sur l'armement des navires poursuivis. Brainbridge lui répond qu'ils disposent pour l'un de 28 canons et de 29 pour l'autre alors qu'ils n'en ont pas la moitié. Accordant foi aux dires de l'Américain et très inquiet, le capitaine du Volontaire fait ordonner par signaux à l’Insurgente de stopper la poursuite ; moins gradé, son commandant, le capitaine Pierre-Michel Barreault obtempère tandis que le Montezuma et le Norfolk disparaissent sans demander leur reste. Revenu près du Volontaire Barreault exige des explications auprès de Saint-Laurent ; la discussion   entre les deux hommes devient très vite orageuse car Barreault, dont le navire avait presque rejoint ses proies, a pu se rendre compte de la réalité de leur armement. Saint-Laurent ne peut que constater avoir été joué par Bainbridge, il ne tire cependant aucune vengeance à l'encontre de ce dernier.

## Conséquence
La présence d'esprit de Bainbridge jointe à la naïveté du capitaine du Volontaire ont sauvé les Américains d'une sévère défaite. Les Français doivent se contenter de la capture du Retaliation qui est rebaptisé en Magicienne, mais ils ne le gardent pas longtemps. En effet, il est repris par le navire américain USS Merrimack le 28 juin 1799. Quant à Bainbrige, il est libéré à la fin du conflit. Quoiqu'il soit le premier officier de l'US Navy à avoir rendu un bâtiment depuis la fin de la guerre d'indépendance, la capture de son navire ne lui porte pas préjudice et il se voit confier le commandement du Norfolk que son astuce a sauvé. Il s'illustre par la suite dans le conflit qui oppose son pays aux Tripolitains puis lors de la guerre de 1812, au cours de laquelle il capture la frégate britannique Java.